# Semana del Libro en Catalán
La Semana del Libro en Catalán (en catalán: Setmana del Llibre en Català) es un evento cultural que se organiza en España desde el año 1983. Consiste en la exposición y venta de libros editados en lengua catalana. Tiene lugar en Barcelona, una semana de septiembre, en un espacio ferial acondicionado especialmente para la ocasión.

## Historia
Este evento cultural empezó celebrándose en la estación de Barcelona-Sants y ha pasado por otros puntos de Barcelona, como la estación de Francia (1989), las Atarazanas (1990), la plaza de Cataluña (2006) o el parque de la Ciudadela (2010). A partir del año 1999, algunas ediciones se celebraron, de forma simultánea, en ciudades como San Cugat del Vallés, Tarragona, Gerona, Lérida, Perpiñán, Palma de Mallorca e incluso en Nueva York.

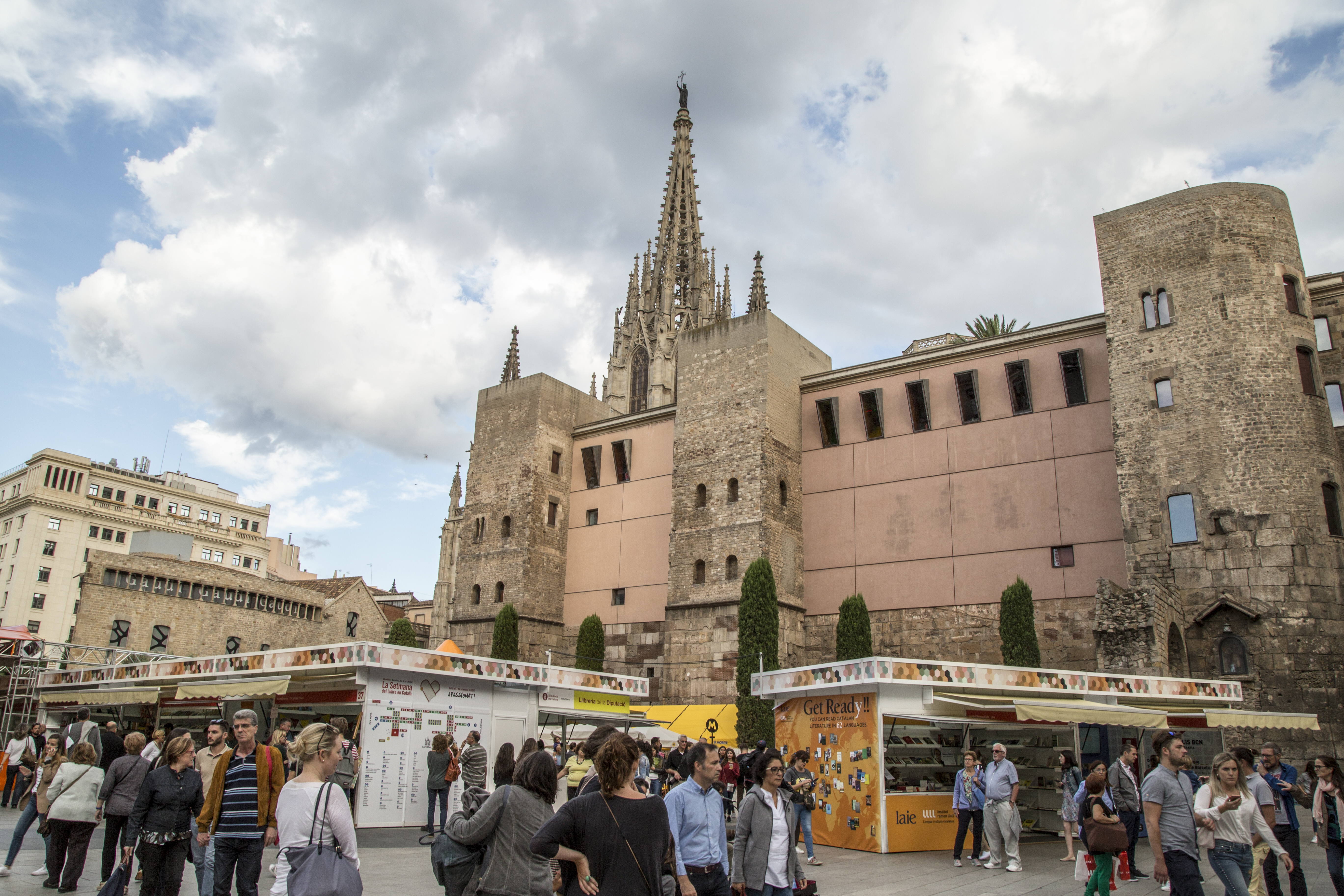
Panorámica de la Semana del Libro en Catalán, en la avenida de la Catedral de Barcelona

En la edición de 2009, ante la imposibilidad de encontrar un espacio adecuado en Barcelona, se trasladó la sede metropolitana a San Cugat del Vallés. En 2010 la sede volvió a la ciudad condal, pero el evento se conservó igualmente en San Cugat debido al éxito de público.
Desde 2012 se ha establecido en la avenida de la Catedral. La 35ª edición de La Semana se ha celebrado el mes de septiembre, coincidiendo con el inicio del curso escolar en Cataluña y todavía en temporada alta. Las primeras ediciones, en cambio, tenían lugar el mes de febrero o marzo.

## Organización
La Semana es organizada por la Associació d’Editors en Llengua Catalana. Esta entidad, constituida el año 1978, agrupa las empresas editoriales que publican en catalán. Además, la feria cuenta con una comisión organizadora que está formada por la Federació d’Associacions d’Editors de Premsa, Revistes i Mitjans Digitals; el Gremi de Llibreters de Catalunya, el Gremi d’Editors de Catalunya, el Gremi de Distribuïdors de Publicacions de Catalunya y Biblioteques de Barcelona.

## Actividades

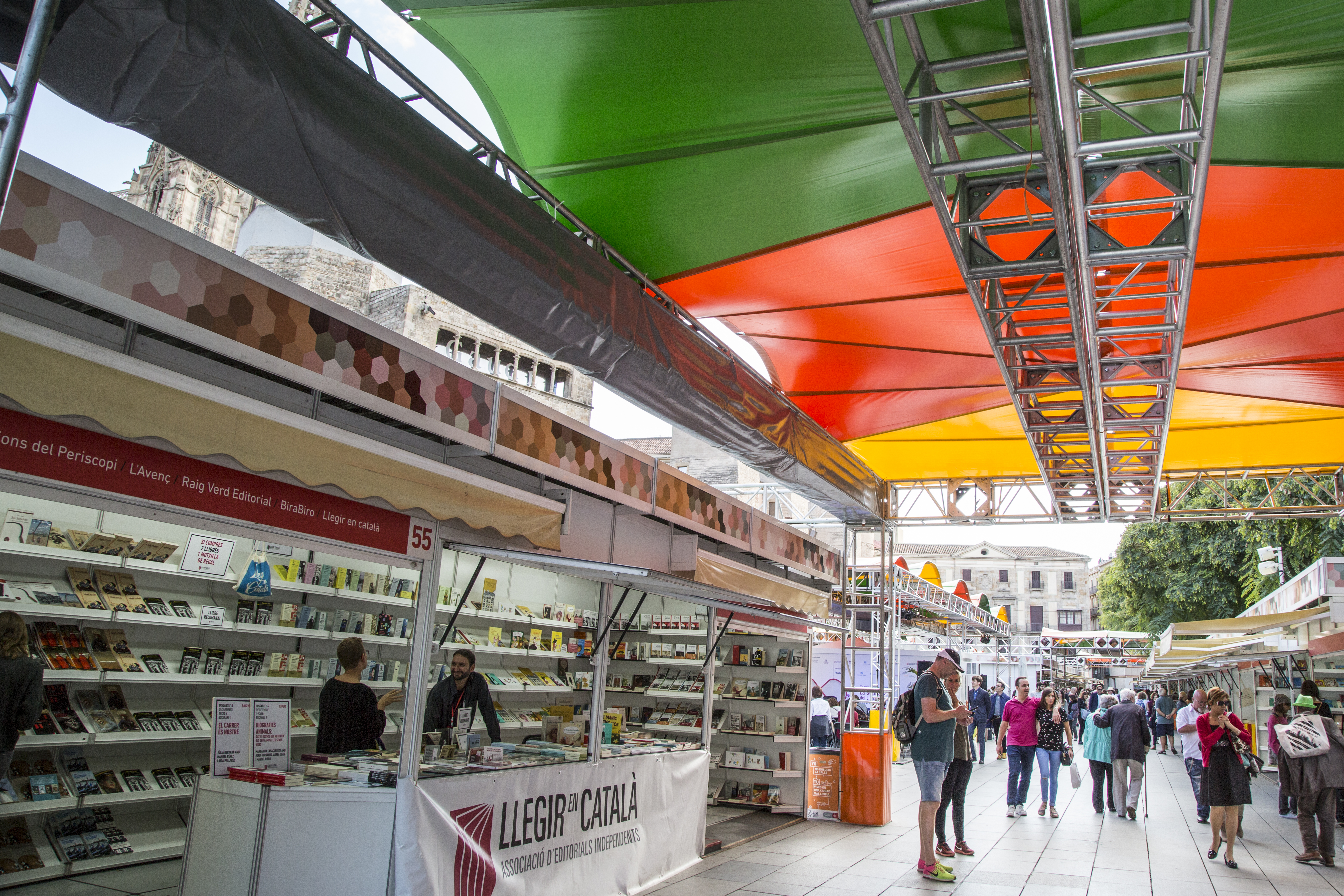
Puesto en la 35ª Semana del Libro en Catalán.

La Semana del Libro en Catalán programa muchas actividades, entre las cuales destaca la entrega del Premi Trajectòria, que se otorga desde el año 1997 a un personaje que haya destacado por su actividad a favor de la cultura catalana. En la edición del 2017 destaca un acto especial con la colaboración del Instituto Ramon Llull, y que ha permitido que dieciséis editores y agentes de catorce países diferentes hayan podido conocer la industria de la literatura catalana.
Las otras actividades son: emisiones en directo de televisión y radio, espectáculos infantiles, presentaciones de libros, “taules rodones”, itinerarios literarios, firmas, talleres, recitales de obras y ruedas de prensa. Entre los expositores hay representado el sector editorial de Cataluña y también el de Andorra, la Comunidad Valenciana y las Islas Baleares.